# Архангельское (городской округ Шаховская)
Архангельское — деревня в городском округе Шаховская Московской области.

## Население
| 1859 | 1926 | 2002 | 2006 | 2010 |
| ---- | ---- | ---- | ---- | ---- |
| 189  | ↗299 | ↘0   | ↗1   | ↘0   |

## География
Деревня расположена в южной части округа, примерно в 20 км к юго-западу от райцентра Шаховская, у истоков запруженной малой речки Дубронивки, бассейна Рузы, высота центра над уровнем моря 260 м. Ближайшие населённые пункты — Дубранивка на северо-востоке и Косилово на северо-западе. Вблизи деревни находится муниципальное кладбище.

## Исторические сведения
В начале XVII века у дворцового села Ярополец был присёлок Бегунов с церковным местом, на котором была ранее церковь Михаила Архангела. Присёлок также назывался и Архангельским, по церкви. В 1676–77 годах здесь было 16 дворов крестьян и бобылей.
В 1684 году село Ярополец вместе с присёлками Никольским и Бегуновым было пожаловано Петру Дорофеевичу Дорошенко, который отдал присёлки через 4 года в приданое за дочерью Марьей стольнику Ивану Михайловичу Головину. В 1694 году им была построена церковь Архангела Михаила.
В 1769 году Архангельское — село Хованского стана Волоколамского уезда Московской губернии в составе большого владения коллежского советника Владимира Федоровича Шереметева. В селе 38 дворов и 86 душ.
В 1834 году была построена кирпичная церковь Михаила Архангела, закрытая в 1930-х годах и позже разобранная.
В середине XIX века село относилось к 1-му стану Волоколамского уезда Московской губернии и принадлежало коллежскому регистратору Александре Николаевне Кузьминой. В селе было 16 дворов, крестьян 101 душа мужского пола и 100 душ женского.
В «Списке населённых мест» 1862 года  — владельческое село 1-го стана Волоколамского уезда Московской губернии по правую сторону Московского тракта, шедшего от границы Зубцовского уезда на город Волоколамск, в 45 верстах от уездного города, при пруде, с 22 дворами, православной церковью и 189 жителями (101 мужчина, 88 женщин).
В 1886 году — 22 двора, 179 жителей.
По данным на 1890 год входило в состав Серединской волости, число душ мужского пола составляло 71 человек.
В 1913 году — 41 двор, церковно-приходская школа и владельческая усадьба С. А. Травкина.
По материалам Всесоюзной переписи населения 1926 года — село Новосельского сельсовета, проживало 299 человек (146 мужчин, 153 женщины), насчитывалось 62 крестьянских хозяйства, имелась школа.
С 1929 года — населённый пункт в составе Шаховского района Московской области.
1994—2006 гг. — деревня Косиловского сельского округа Шаховского района.
2006—2015 гг. — деревня сельского поселения Серединское Шаховского района.
2015 г. — н. в. — деревня городского округа Шаховская Московской области.

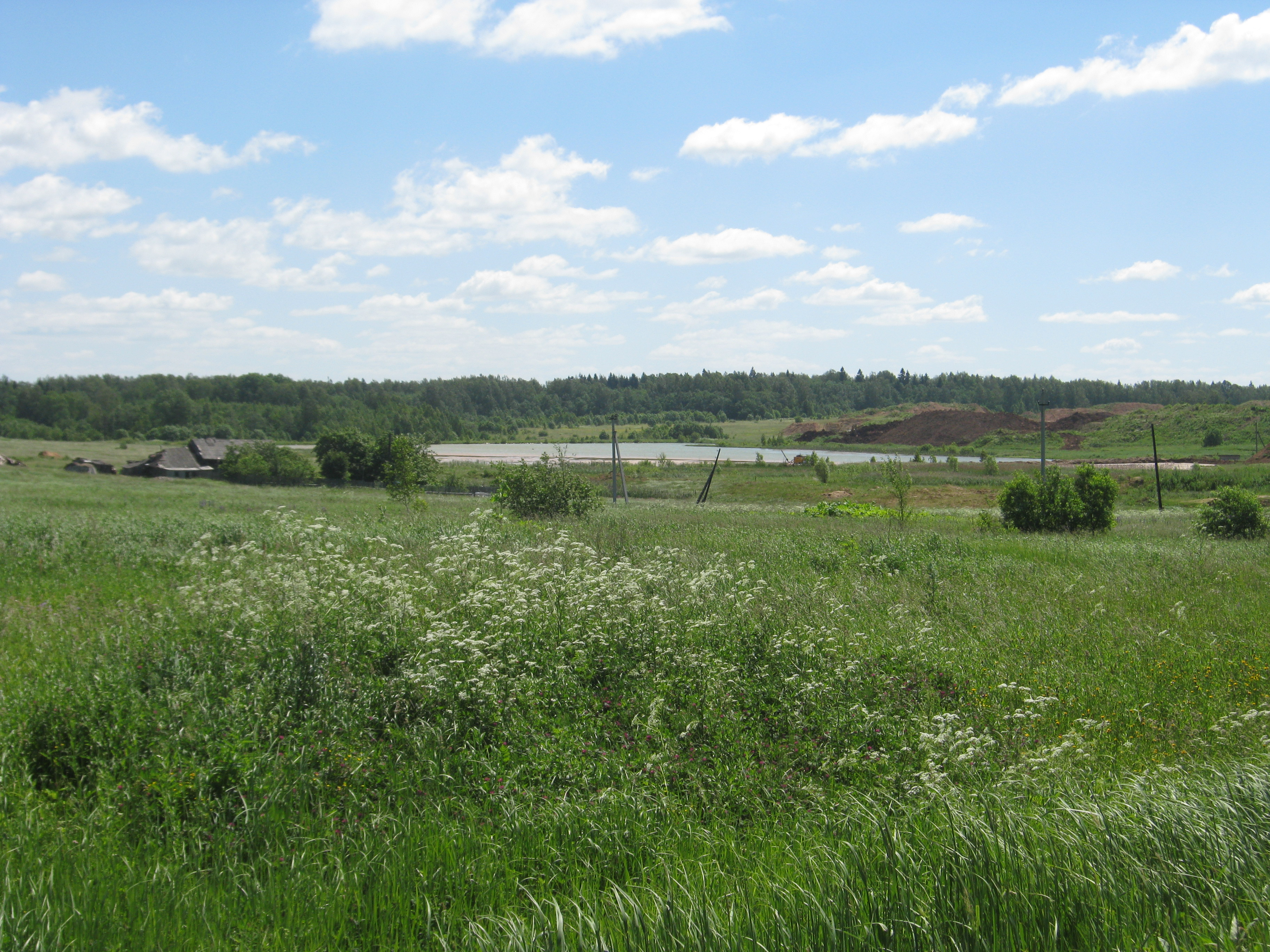
Вид на деревню Архангельское

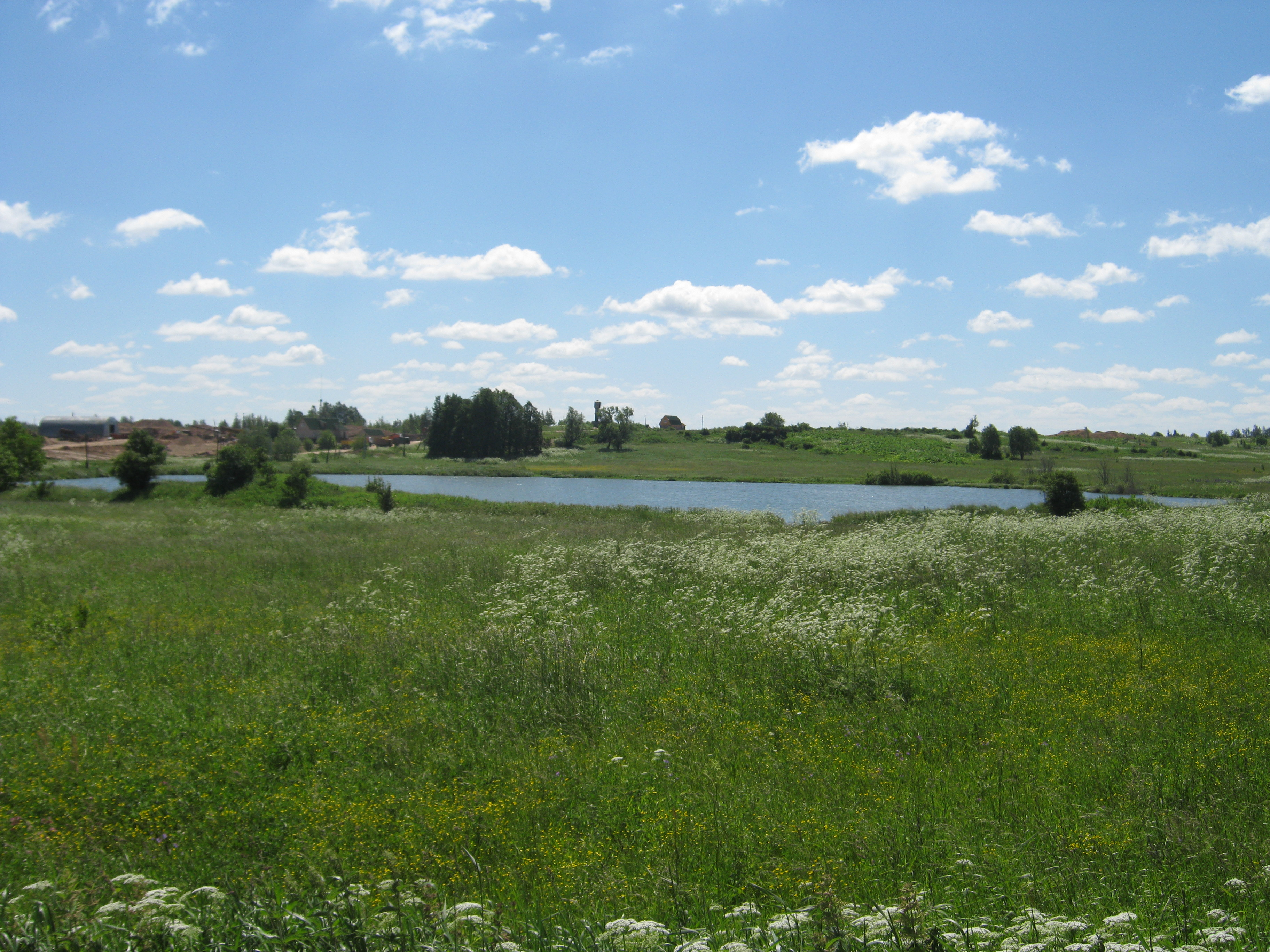
Пруд в Архангельском